# Rochelia pamirica
Rochelia pamirica är en strävbladig växtart som beskrevs av A.V. Dengubenko. Rochelia pamirica ingår i släktet Rochelia och familjen strävbladiga växter. Inga underarter finns listade i Catalogue of Life.